# New Sweden (Maine)
Cet article concerne la localité du comté d'Aroostook. Pour la colonie suédoise installée à l'embouchure du Delaware sur la côte atlantique (1638-1655), voir Nouvelle-Suède. Pour les autres significations, voir New Sweden (homonymie).
New Sweden est une ville située dans l’État américain du Maine, dans le comté d’Aroostook. Fondée en 1870 par William Widgery Thomas, alors commissaire à l'immigration dans le Maine, New Sweden est l'une des premières communautés planifiées de la nation américaine.

## Géographie

### Topographie
New Sweden présente un relief peu accentué avec quelques collines dont les plus hautes avoisinent les 300 mètres de hauteur : Fogelin Hill, Capitol Hill, Gelot Hill et Jacobson Hill.
L'eau y est très présente avec des zones humides, des étangs, des ruisseaux et des cours d'eau qui se jettent dans la Little Madawaska River et le Caribou Stream. New Sweden est traversée par deux rivières : Little Madawaska dans sa partie nord et Bearsley Brook, l'un de ses affluents, dans sa partie sud. Les deux étangs les plus importants par leur superficie sont respectivement Fogelin Pond et Gelot Pond, au pied des collines éponymes.

### Sols
La nature et les types de sols présents dans le comté d'Aroostook et ses localités ont fait l'objet d'une étude approfondie en 1964. Il apparaît que 13 types de sols différents se trouvent à New Sweden, avec une prédominance de loams argileux, des sols propices à l'agriculture. Douze des treize types de sols sont classés comme sols forestiers de première qualité (prime forestand soils). La ville et ses résidents peuvent dépendre de ces sols très productifs pour leurs besoins futurs en bois, qu'il soit de construction ou de chauffage.

### Climat
Le climat à New Sweden est de type tempéré froid. Les précipitations y sont importantes, même pendant le mois le plus sec de l'année.
La moyenne des précipitations annuelles atteint 1 181 mm. Il pleut en moyenne 144 jours par an, le mois le plus pluvieux étant avril avec une moyenne de près de 15 jours de pluie et un cumul de précipitations de 88 mm. Il neige d'octobre à mai, à raison en moyenne de 105 jours par an, les chutes de neige culminant en février avec une moyenne de 21 jours et plus de 44 cm de neige accumulée.
La température moyenne annuelle est de 4,5 °C. Le mois le plus chaud dans l'année est juillet avec une température moyenne de 18,9 °C et le mois le plus froid est janvier avec une température moyenne de −11,5 °C.
| mois      | température moyenne | température minimale | température maximale |
| --------- | ------------------- | -------------------- | -------------------- |
| janvier   | - 11,5              | - 15,6               | - 8,8                |
| février   | - 9,7               | - 13,7               | - 5                  |
| mars      | - 4,6               | - 8,6                | 0,2                  |
| avril     | 2,4                 | - 1,8                | 7,3                  |
| mai       | 10,5                | 5,7                  | 16                   |
| juin      | 15,7                | 11,2                 | 20,8                 |
| juillet   | 18,9                | 14,8                 | 23,5                 |
| août      | 18,2                | 14,1                 | 10,2                 |
| septembre | 14,2                | 10,2                 | 18,9                 |
| octobre   | 7                   | 3,8                  | 11,1                 |
| novembre  | 0,3                 | - 2,8                | 3,9                  |
| décembre  | -7,2                | - 10,7               | -3,3                 |

### Voies de communication
New Sweden est traversée par une artère routière du réseau national du Maine, la route 161 (qui fait 135 km et va du poste-frontière de Fort Fairfield à Allagash) et par des routes de desserte, Station Road, Jemtland Road, Westmanland Road et Capitol Road, qui sont toutes cinq entretenues par l'Etat du Maine. Elle est aussi desservie par une vingtaine de routes municipales dont l'entretien relève de la ville.
Il existe par ailleurs deux ponts sur le territoire de la municipalité : le pont de Beardsley Brook, emprunté par la route 161 et le pont d'East Jemtland, emprunté par la Jemtland Road. Ces ouvrages, qui appartiennent au département des transports du Maine et sont entretenus par ce service, sont complétés par trois ponceaux (culverts) dont deux se situent sur la route 161, le troisième se trouvant sur Westmanland Road, à l'ouest de la piste de l'Aroostook Valley Railroad. Il n'y pas eu de pont à New Sweden jusqu'à l'année 1900 : le passage se faisait à gué et lors des crues, un pont de fortune en rondins était jeté au travers de la rivière ou un radeau en bois servait de ferry pour transporter hommes et animaux d'une rive à l'autre.
Aucune des routes de la localité ne comporte de feux de signalisation. Il n'y a pas non plus de trottoirs ou de passages piétons dans la ville. Un relevé des accidents de la route survenus entre 2015 et 2020 fait apparaître comme cause principale d'accident une collision avec un orignal ou un cerf, entrainant dans un certain nombre de cas une sortie de route. Aucun de ces accidents n'a été mortel et aucun blessé grave n'a été déploré durant cette période.
Il n'y a pas d'aéroport à New Sweden, le plus proche se trouvant à Presque Isle. L'aéroport municipal de Caribou est quant à lui un aéroport d'aviation générale. Il n'y a plus de desserte ferroviaire de New Sweden, pas de desserte en bus mais les services de taxi du comté desservent la ville.

## Histoire

### Fondation en 1870

#### Contexte
En novembre 1865, William Widgery Thomas, Jr quitte la Suède où il avait été envoyé par le président Lincoln comme courrier diplomatique pendant la guerre civile américaine afin d'y promouvoir l'Union. Dès son retour dans le Maine où il est né, Thomas constate le déclin de la population de cet état depuis le dernier recensement de 1860. Convaincu de l'attrait que pourraient représenter les grandes étendues sauvages du Maine pour les Scandinaves, il fait campagne pour l'établissement d'une colonie agricole dans les bois du Nord, près de Caribou dans le comté d'Aroostook. Il est nommé commissaire des terres publiques du Maine en 1869 puis commissaire à l'immigration le 25 mars 1870, après le vote deux jours plus tôt de la Législature en faveur du projet de loi autorisant une aide publique à l'immigration suédoise.

#### De Göteborg à New Sweden
En avril 1870, le commissaire repart pour la Suède et regagne Göteborg le 16 mai, où il avait servi en tant que vice-consul. Après une intensive propagande et moins de quarante jours plus tard, il rassemble une colonie composée de 22 hommes, 11 femmes et 18 enfants qui embarquent le 23 juin sur le bateau à vapeur l'Orlando vers l'Angleterre et jusqu'au port de Hull. De là, la colonie s'achemine par le chemin de fer jusqu'à Liverpool où elle reprend la mer et embarque sur le City Antwerp de la ligne Inman pour traverser l'Atlantique. Arrivés à Halifax le 13 juillet, les colons traversent le lendemain la péninsule de Nova Scotia et la baie de Fundy jusqu'à Saint-Jean. De là, ils descendent le fleuve jusqu'à Fredericton. Thomas y loue deux barges et le voyage se poursuit jusqu'à Tobique qu'ils rejoignent le 21 juillet. Ils traversent la frontière entre le Canada et les Etats-Unis en carriole et leur arrivée sur le sol américain est saluée par un coup de canon de Fort Fairfield où un déjeuner leur est offert par la Ville. En signe de bienvenue, une foule de 500 personnes les attend près du pont traversant la rivière Aroostook, qui les escorte, avec une fanfare, jusqu'à Caribou où un souper leur est offert par les habitants. Le 23 juillet, toujours accompagnés par le commissaire à l'immigration Thomas, les colons arrivent sur leurs terres, dans le canton N 15 R 3. Ils se rassemblent pour une prière d'action de grâce autour de leur guide qui baptise le jour-même la localité du nom de New Sweden.

#### Conditions d'installation
Pour contrer les effets néfastes de la conquête de l'Ouest sur la démographie du Maine et favoriser l'implantation rapide et durable des immigrants suédois, la Législature autorise le gouverneur Chamberlain, fervent adepte de l'immigration, à accorder une aide publique aux premiers colons arrivés à New Sweden. Chaque chef de famille reçoit 100 acres de terre pour établir sa ferme ainsi que cinq acres de coupe de bois sur son lot pour permettre la circulation de l'air et de la lumière, une cabane en rondins, des vivres et des outils jusqu'aux premières récoltes. Dès le mois de septembre 1870, un bâtiment communautaire est édifié sur un lot réservé à cet effet au centre de la localité et au croisement des voies qui la traversent. Il comprend un cellier en sous-sol, un débarras pour stocker les provisions et les outils au rez-de-chaussée ainsi que deux bureaux pour servir de quartier général au commissaire de l'immigration qui vit au sein de la colonie, et une grande salle commune à l'étage utilisée pour le culte, la classe des enfants et l'administration de la communauté. Le bâtiment, de belles proportions, est d'emblée baptisé « Capitole » par les habitants de New Sweden. En trois années, la colonie, qui a attiré de nouveaux immigrants et quelques américains, acquiert son autonomie. Son succès étant assuré, la commission à l'immigration au Maine est dissoute en 1873 et sur la recommandation de William Widgery Thomas, l'aide spéciale apportée par l'état est suspendue.

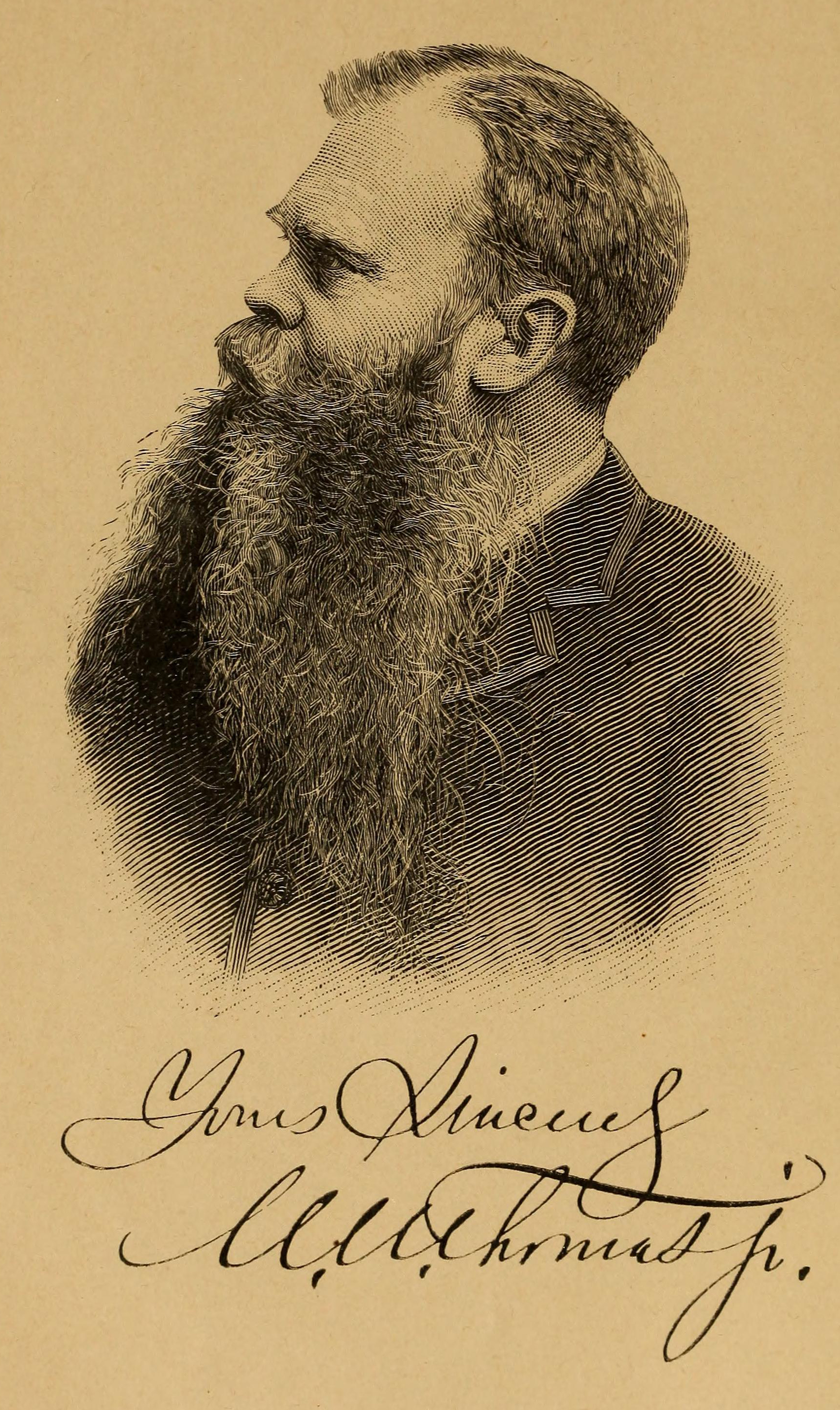
William Widgery Thomas, Jr, fondateur de la colonie suédoise (portrait de 1891).

### Développement de la colonie (1870-1876)
En 1873, la population de New Sweden est passée de 50 à 600 habitants.
Tous les colons suédois embarqués en 1870 ont survécu à leur voyage de quatre mois, excepté une petite fille âgée de neuf mois, Hilma, enfant du capitaine Nicholas P. Clazé, morte le 19 juillet à l'approche de Florenceville (actuelle Florenceville-Bristol) que ses parents n'ont pu se résoudre à abandonner sur place. Embaumée, placée dans un cercueil construit à la hâte, la petite dépouille est amenée jusqu'à New Sweden où elle est inhumée le lendemain de son arrivée.
La première naissance dans la localité a lieu le 12 août et le premier mariage est célébré le 19 août.
Le commissaire à l'immigration donne une large publicité à la fondation de New Sweden. Dès le début du mois d'août 1870, une lettre conjointe des Suédois à leurs familles et amis pour faire part du succès de leur voyage et de leur excellent accueil dans le Maine est communiquée aux principaux organes de presse de la Suède qui la publient. Une « cirkular » est imprimée en suédois et distribuée en Scandinavie avec l'accord des autorités. Ce texte est par ailleurs reproduit dans Amerika, un journal d'immigrants. De nouveaux immigrants arrivent de Suède avant que l'hiver ne s'installe : douze le 14 septembre et vingt autres le 31 octobre. En décembre, la colonie compte 114 résidents.
Dès le printemps 1871, les immigrants affluent par dizaines puis par centaines à partir du mois de mai. Le premier anniversaire de l'arrivée des Suédois est fêté dans le Capitole où le révérend Andrew Wiren, pasteur suédois venu rejoindre la colonie en juin, célèbre la première messe luthérienne de New Sweden. La première église luthérienne de New Sweden est créée sous sa direction : elle regroupe 61 hommes, 51 femmes et 109 enfants. Dans le courant de l'été, plusieurs artisans s'installent dans la localité : un tailleur, un étameur, un cordonnier et un forgeron. Une scierie est construite sur le Beardsley brook et les fondations d'un moulin à farine sont posées. Les récoltes de septembre s'avérant bonnes, l'état du Maine transfère l'aide spéciale allouée aux premiers colons aux nouveaux arrivants. Une école publique ouvre en novembre pour accueillir les 77 enfants en âge d'être scolarisés. Le pasteur, qui avait résidé dans l'Ouest des États-Unis pendant quatre ans, fait office d'enseignant. Des cours du soir sont ouverts aux adultes pour l'apprentissage de la langue anglaise. Parallèlement, les enfants apprennent à tricoter pour fournir des bas, des mitaines et des écharpes à la communauté, le cardage des laines étant assuré par les femmes.
En 1872, le journal de Caribou, le North Star consacre quotidiennement une chronique aux immigrants, rédigée en suédois : la « Svensk Column ».
De 1870 à 1872, le commissaire Thomas a le contrôle total de la colonie. Il s'est cependant entouré d'assistants compétents : Jacob Hardison, son bras droit, qui dispose d'une solide expérience en matière de défrichement et d'aménagement ; le capitaine Clasé, un marin suédois polyglotte qui parle sept langues dont l'anglais qu'il maîtrise, et Andrew Wiren, un pasteur suédois jeune et cultivé, capable d'enseigner. Par la suite, le commissaire adjoint à la gestion de la colonie un comité composé des représentants, élus, des neuf districts constitués sur la localité et d'un membre de droit, le pasteur, qui occupe une place éminente dans la communauté.
En juillet 1873, un bureau de poste est installé dont la responsabilité est confiée au capitaine Clasé. Le processus de naturalisation des immigrants suédois s'enclenche en octobre : 130 hommes renoncent publiquement à porter allégeance au roi de Suède et de Norvège et déclarent leur intention de devenir des citoyens américains. Le même mois, le commissaire Thomas fait ses adieux à la colonie qu'il a accompagnée durant quatre années.
Le 16 août 1874, la Constitution de l'Eglise luthérienne de New Sweden est adoptée. Ses membres recherchent alors un terrain pour construire une église permanente et s'accordent pour la bâtir sur Capitol Hill Road.
En mars 1876, trente des premiers arrivants suédois obtiennent leur naturalisation. Le 6 avril 1876, New Sweden acquiert le statut de plantation.

### Plantation (avril 1876 - janvier 1895)
Avec l'afflux des immigrants, la colonie s'étend jusqu'aux cantons voisins de Woodland et Perham, puis de Westmanland en 1879, de Stockholm en 1881 et jusqu'au lac Madawaska en 1894. Les neuf districts sont chargés de l'entretien des routes et des écoles à classe unique dont chacun d'eux doit se doter. Au fil des constructions, ces écoles prennent le nom de Capitol School, Center School, East Road School, West Road School, Station School, Jemtland School, Lebanon School, Madawaska School et East Jemtland School.
En 1878, New Sweden reçoit la visite d'un groupe de rédacteurs en chef de la presse du Maine qui constate la prospérité de la plantation. A la différence du reste du comté qui pratique la monoculture (pomme de terre), la plantation continue de diversifier sa production agricole avec la culture en grande quantité de seigle, d'orge et de sarrasin. Elle pratique aussi l'élevage des bovins, des porcins, des volailles et entretient un cheptel suffisant d'ovins pour pouvoir disposer de fil et de laine qui lui permettent de réaliser des vêtements faits maison. Les fermiers de New Sweden sont bien représentés dans les foires agricoles du Maine.
En 1879, l'immigration suédoise connaît un regain avec l'installation à New Sweden d'une agence de la ligne transatlantique Inman.
Le 23 juillet 1880, New Sweden fête le dixième anniversaire de sa fondation et consacre sa première église à cette occasion, qui est aussi la première église luthérienne du Maine. La plantation compte alors 517 habitants mais la colonie s'étant étendue aux localités limitrophes, le nombre d'immigrants est de 787. Elle a par ailleurs attiré un millier de Suédois qui se sont installés dans les environs immédiats.
Dix ans plus tard, la colonie est de 826 habitants..
En 1891, la plantation sollicite le statut de town (petite ville) qui lui est accordé fin janvier 1895.

### Townà partir de 1895
Le 29 janvier 1895, la Législature du Maine approuve l'acte d'incorporation de la ville de New Sweden. La première assemblée (meeting) de la ville est organisée le 6 mars 1895.
La ville est en plein développement économique. Ses deux usines produisent 190 tonnes d'amidon de pomme de terre par an. Ses cinq scieries sont équipées de scies rotatives, de raboteuses et de machines à bardeaux et à clins. Désormais, les terres agricoles couvrent 7 630 acres où sont cultivés le foin, le seigle, l'avoine, le sarrasin et les pommes de terre qui représentent les plus grosses récoltes. Le cheptel est évalué à 6 338 têtes de bétail. La ville compte 689 bâtiments, sept écoles, quatre églises et trois presbytères.
Avec son nouveau statut de town, New Sweden fête avec éclat le 25e anniversaire de sa fondation.
L'arrivée du chemin de fer en 1899 ouvre un marché à ses productions agricoles et forestières, qui s'agrandit en 1911 avec l'extension de la ligne de chemin de fer électrique depuis Presque Isle qui relie New Sweden à la Canadian Pacific Railroad.

### AuXXesiècle
New Sweden a peu souffert de la Première Guerre mondiale avec la demande accrue d'approvisionnement en produits agricoles à laquelle elle pouvait répondre. En 1919, la ville dispose d'un central téléphonique.

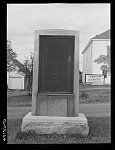
Monument commémoratif de la fondation de la ville érigé en 1926.

En 1925, une société historique est créée pour perpétuer la mémoire suédoise de la ville qui s'est américanisée et un monument commémoratif en granit est élevé en septembre 1926 à l'endroit où les premiers colons se sont réunis à leur arrivée en 1870.
Malgré la fermeture des entreprises, New Sweden parvient à surmonter la crise de la Grande Dépression, la plupart des familles vivant en autarcie dans les fermes.
Après la Seconde Guerre mondiale, ses activités agricoles déclinent, les petites exploitations de New Sweden devenant peu rentables face au coût élevé de la mécanisation de ce secteur.
Dans les années 1950, l'économie de la région reprend avec l'implantation et le développement de la Loring Air Force Base à Limestone, qui offre des débouchés et des emplois à la population de New Sweden. En 1950, les neuf écoles à classe unique de New Sweden sont regroupées et l'école consolidée de New Sweden est créée pour accueillir les élèves de la 1re à la 12e année.

### AuXXIesiècle
En 2000, New Sweden fête le 130e anniversaire de sa fondation avec la reconstitution historique de l'« Arrivée des Suédois » depuis la frontière canadienne jusqu'à la ville. Cet évènement donne lieu par ailleurs à une campagne signalétique où des panneaux annoncent l'entrée dans la colonie suédoise de 1870, lieu de rencontre des cultures.
En 2003, New Sweden et son église luthérienne sont le théâtre d'une affaire d'empoisonnement qui a fait l'actualité nationale. Le 27 avril 2003, seize paroissiens qui avaient assisté au culte du matin et pris une collation à l'issue de l'office, tombent grièvement malades et sont transportés en urgence au centre médical Cary à Caribou. L'un d'eux, bedeau de l'église âgé de 78 ans, décède le lendemain matin. Le personnel soignant soupçonne un empoisonnement et alerte la police de l'Etat du Maine. Après analyse des échantillons prélevés sur place par les forces de l'ordre, il s'avère que si l'eau du robinet, le sucre et le café en poudre ne présentent pas d'altération, il n'en va pas de même pour le café infusé, dont il reste un fond et qui révèle d'importantes quantités d'arsenic. Cette analyse est corroborée par le légiste chargé d'autopsier le bedeau, qui conclut que la victime est morte des suites d'une intoxication aigue à l'arsenic et qu'il s'agit d'un homicide. Le 2 mai 2003, la police est appelée dans une ferme proche à Woodland pour constater la mort par arme à feu d'un paroissien qui laisse une lettre de suicide où il s'accuse du meurtre. L'homme déclare avoir agi seul, en représailles à la congrégation qui l'aurait mal traité. Il s'agit du 13e empoisonnement à l'arsenic de l'Union et de l'un des plus importants en nombre de victimes. Après la mort de l'auteur de l'empoisonnement, une enquête est diligentée pour déterminer si d'autres personnes se trouvaient impliquées. Trois ans plus tard, le 18 avril 2006, le procureur général adjoint et le chef de la police tiennent une conférence de presse conjointe pour annoncer que l'affaire est close conformément aux conclusions du Grand Jury. Vingt ans plus tard, le docteur Dora Anne Mills, qui était alors le chef du Centre de contrôle et de prévention des maladies du Maine et qui a pris la décision d'administrer l'antidote sans attendre la confirmation des tests en laboratoire, déclare que le nombre de morts aurait pu être beaucoup plus élevé si les attaques terroristes et les empoisonnements à l'anthrax de 2001 n'avaient pas apporté l'antidote à l'arsenic dans le Maine en prévention à une éventuelle attaque biologique. Elle ajoute que cette affaire a servi à la constitution d'un réseau solide entre les hôpitaux et les prestataires de santé dans le Maine, qui a permis de faire face à l'épidémie de grippe porcine puis à la pandémie de Covid-19.

## Démographie
New Salem a connu deux pics de population : l'un en 1920 avec l'arrivée du train (Bangor and Aroostook Railroad), l'autre entre 1970 et 1990, lorsque la Loring Air Force Base, située à proximité, connaissait son plein développement.
Globalement, de 1970 à 2010, la population a baissé de 6,5 % (dont 3,16 % dans la décennie 2000-2010). La ville a perdu plus d'habitants que la moyenne des municipalités du comté d'Aroostook qui est de 2,8 % sur la même décennie. Cette tendance s'inverserait depuis la Pandémie de Covid-19. Le nombre de foyers a augmenté de 3,2 % pendant la décennie 2000-2010 mais leur taille a diminué d'environ 6 %; ce qui est dans la moyenne du comté et de l'état.
En 2010, la tranche d'âge des 45-54 ans de la population est la plus nombreuse avec une moyenne d'âge de 48,3 ans, soit 5,6 ans de plus que la moyenne d'âge dans le Maine. New Sweden voit donc sa population vieillir : par la qualité de vie qu'elle offre, elle attire de plus en plus de retraités et de résidents saisonniers.

## Urbanisme
Nrew Sweden a adopté en 2015 une ordonnance sur l'aménagement du territoire, certifiée par le Bureau de planification de l'État du Maine. Elle réglemente les activités résidentielles, commerciales, agricoles, forestières et les utilisations industrielles des terres, avec l'objectif de préserver le caractère rural de la ville. Elle est révisable tous les cinq ans.

### Morphologie urbaine
Comme la plupart des villes de Nouvelle-Angleterre, New Sweden comporte plusieurs noyaux d'habitation. Le plus important en regroupement d'habitants est le village central qui a gardé son caractère rural. Les deux autres sont des zones résidentielles et commerciales.

### Logement
Selon les données de 2010, il existe 323 unités d'habitation à New Sweden, occupées à 89 %. Près de 46 % des habitations datent d'avant 1940. La majorité est occupée par une seule famille et 35 % par une personne de plus de 65 ans vivant seule. Plus de la moitié des logements vacants sont occupés temporairement en saison ou lors des fêtes et 11,9 % du parc immobilier sont disponibles à la location, dont certaines maisons individuelles.
Bien que les maisons mobiles soient devenues une forme de logement de plus en plus populaire dans le Maine, il ne s'en trouve pas à New Sweden, aucun parc n'y étant spécifiquement aménagé. Toutefois, le stationnement des camping-cars et maisons mobiles est autorisé sur le territoire de la ville pendant trois semaines maximum par l'ordonnance locale de 2015.

## Culture

### Patrimoine religieux
New Sweden comporte trois églises chrétiennes : une église évangélique, New Sweden Covenant Church ; une église baptiste, First Baptist Church of New Sweden et une église luthérienne, Gustav Adolph Lutheran Church.
La plus ancienne, l'église luthérienne, est inscrite au Registre national des lieux historiques des Etats-Unis depuis 1997. Bâtie entre 1879 et 1880, elle a fait l'objet de travaux de restauration en 1930 puis en 1946-47.
D'une grande sobriété de décor, l'église, construite en bois, est dotée d'une tour-clocher à deux étages qui s'inscrit au-dessus du pignon de sa façade principale. Cette tour de section carrée est surmontée d'une flèche d'environ 24 mètres de hauteur où culmine une croix. La flèche, également en bois, de section octogonale, est recouverte d'asphalte. Les angles des deux étages de la tour ont été pourvus en 1930 de contreforts anglais en stuc qui font écho à ceux du bâtiment et qui renforcent le style néo-gothique donné à l'édifice, notamment par les baies en lancettes. L'entrée se fait par un porche accolé à la façade principale. Recouverts à l'origine de planches à clin, les murs extérieurs de l'édifice ont été enduits de stuc blanc depuis 1930. Le bâtiment quadrangulaire d'origine a connu deux extensions : l'une en 1912 au sud-est qui accueille la salle paroissiale baptisée Svea Parish Hall, l'autre en 1946-47 à l'arrière du bâtiment, à l'est, petite aile qui comporte une cuisine et des commodités. Cette dernière extension remplace l'écurie qui avait été construite dans les premières années pour accueillir les chevaux des paroissiens venus des environs, écurie qui a été démolie en 1944. Les baies cintrées du deuxième étage de la tour sont pourvues d'abats-son en bois peint en blanc et l'église a conservé la cloche qui avait été offerte par le fondateur de la ville.
A l'intérieur, le sanctuaire est précédé d'un narthex et l'autel, au décor soigné, est séparé de la nef par un chancel. Le mur arrière présente une grande peinture murale représentant le Christ à Gethsémani, signée Klagsead, vraisemblablement exécutée en 1930.
Dédicacée comme Première église évangélique suédoise du Maine en 1881, elle est devenue Eglise luthérienne Gustav Adolph en 1896, en hommage à ce roi « qui, pour peu de temps, pendant la guerre de Trente Ans, occupa une zone importante du nord de l'Allemagne dans le but de consolider la présence de la foi protestante en Europe du Nord ».
La salle paroissiale accueille toujours la Sunday School (école du dimanche) qui avait été instaurée en 1875 pour donner à lire aux enfants l'Histoire de la Bible et le Petit catéchisme de Martin Luther, enseignement dispensé en suédois afin que les élèves n'oublient pas la langue de leurs ancêtres. L'office a été lui aussi célébré en suédois jusqu'en 1940 où la congrégation a voté en faveur de trois services dominicaux par mois en anglais.
L'affaire des empoisonnements de l'église luthérienne de 2003 a donné lieu à l'édition d'un ouvrage écrit par la journaliste d'investigation Christine Ellen Young : A bitter brew : faith, power and poison in a small New-England town, paru en avril 2005.

### Architecture domestique
La fondation de New Sweden, planifiée par l'Etat du Maine, s'est accompagnée du don aux premiers colons d'une maison construite sur le lot qui leur était attribué. Ces maisons, dites maisons d'Etat, ont été construites sur un même modèle décrit dans le détail et qui répond aux standards de l'époque (années 1870). Les Suédois les ont certes remaniées, disposant d'un savoir-faire supérieur en matière de construction en bois. Toutefois, elles présentent une certaine unité architecturale qui donne à la localité un cachet qui lui est propre. C'est à ce titre qu'un certain nombre d'habitations ont été inscrites au Registre des lieux historiques.
- maison de Nicholas P. Clasé, inscrite en 1989
- maison de Pehr J. Jacobson, inscrite en 2007
- quartier historique de Laarson-Noack, inscrit en 1989
- ferme d'Anders et Johanna Olsonn, inscrite en 1996

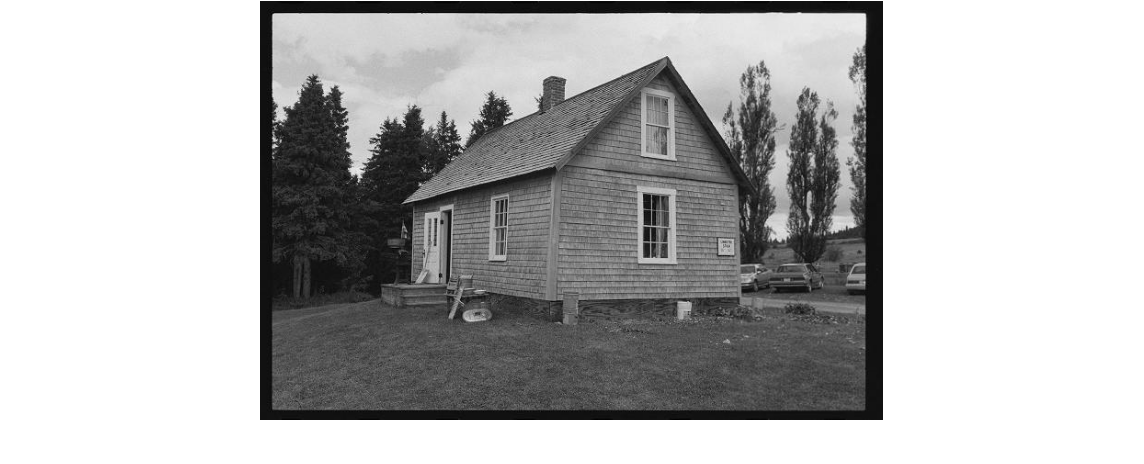
Exemple de maison d'État (dite stuga en suédois) à Hew Sweden (1991).

Au nombre de 25, les maisons d'Etat, surnommées block-houses dans le comté, mesurent 18 pieds sur 26, soit à peu près 4,5 mètres sur 8. Elles sont construites en rondins sur un étage et demi. Le rez-de-chaussée est divisé en trois pièces et comprend une salle de séjour, une chambre et un garde-manger. Un fourneau Hampden, fourni par l'Etat, est installé dans la pièce principale dont l'entonnoir passe à travers une plaque de fer dans le toit. L'étage constitue un espace de couchage supplémentaire. Le rez-de-chaussée est éclairé par quatre fenêtres et l'étage par une baie aménagée dans le pignon.
À partir de 1874, les Suédois reprennent ce modèle dans leurs constructions mais en l'adaptant à leur vision du confort et à leur style de vie, ce qui se traduit notamment dans la distribution des pièces. Un petit vestibule est aménagé à l'entrée avec accès direct de part et d'autre à la chambre et à la cuisine qui est donc séparée du séjour principal. Des cloisons en rondins sont dressées pour chaque espace. La maison du Capitaine Clasé, construite en 1874, témoigne de ces aménagements. De plus, sa maison est dotée d'une cuisine d'été aménagée à l'ouest de la maison, grande salle ouverte avec garde-manger et espace à outils. Elle est agrémentée, en façade sud, d'un préau adossé à la maison et soutenu par trois piliers (il y en avait cinq à l'origine), la pente du toit ayant été allongée pour couvrir cet espace extérieur qui reste ouvert sur les trois autres côtés. Cette maison a été acquise en 2008 par la Société historique de New Sweden qui l'a restaurée à partir du printemps 2009. L'arrière-petite-fille du Capitaine Clasé, Lynn Espling Silcox, a légué en septembre 2023 à la Société historique tous les objets que sa famille a conservés depuis son implantation dans le comté d'Aroostook et qui figurent désormais dans les collections du musée local.
Par la suite, les Suédois ont continué à construire leurs maisons en rondins tout en apportant plus de soin à leurs finitions, notamment au niveau des jointures, les maisons de 1870 laissant entrer le vent et le froid par les interstices entre les rondins qui ont été colmatés, dans un premier temps, par de la mousse puis, de manière plus durable, par des bandes de cèdre soigneusement ajustées. Les premières maisons, construites sur le modèle rudimentaire des cabanes en rondins des campements dans les forêts du Maine, sont devenues ainsi des maisons plus confortables, mieux éclairées aussi par l'adjonction de fenêtres, tout en gardant leur volume et leur apparence générale extérieure.
La maison Jacobson, inscrite au registre national, témoigne de l'organisation de la parcelle : elle a gardé son verger planté de pommiers, organisé en cinq rangées de sept arbres, avec ses variétés de pommes : l'Astrakan rouge, une pomme russe qui a d'abord migré en Suède, puis en Angleterre et en Amérique en 1835 ; la Yellow Transparent (la Jaune transparente), elle aussi originaire de Russie et importée aux Etats-Unis en 1870 ; la Duchesse d'Oldenburg, une pomme rustique très résistante au froid et la Wealthy, une pomme américaine cultivée pour la première fois dans le Minnesota en 1868. Elle a gardé aussi sa grange bien que le bâtiment actuel date de 1936, la première grange ayant brûlé, qui abritait un cellier pour la conservation des pommes de terre.